# طفيلياوات
الطفيلياوات أو الطفيليات (الاسم العلمي: Parasitidae)، فصيلة من السوس المفترس من رتبة متوسطات الفوهات التي تنتشر في جميع أنحاء العالم. هي الفصيلة الوحيدة في فيلق الطفيلياوية Parasitoidea. وهي كبيرة نسبيًا بالنسبة للسوس، لونها غالبًا ما يكون مصفرًا إلى بني غامق. تتغذى الفصيلة بشكل جماعي على مجموعة واسعة من المفصليات الدقيقة والديدان الخيطية، وعادًة ما يكون للأنواع الفردية نطاق أضيق من الفرائس. تحتوي فُصيلتين، 29 جنسًا ، وحوالي 400 نوع.